# Tibouchina tuberosa
Tibouchina tuberosa är en tvåhjärtbladig växtart som först beskrevs av George Gardner och José Jéronimo Triana, och fick sitt nu gällande namn av Célestin Alfred Cogniaux. Tibouchina tuberosa ingår i släktet Tibouchina och familjen Melastomataceae. Inga underarter finns listade i Catalogue of Life.